# Vídeo sexual de celebritats

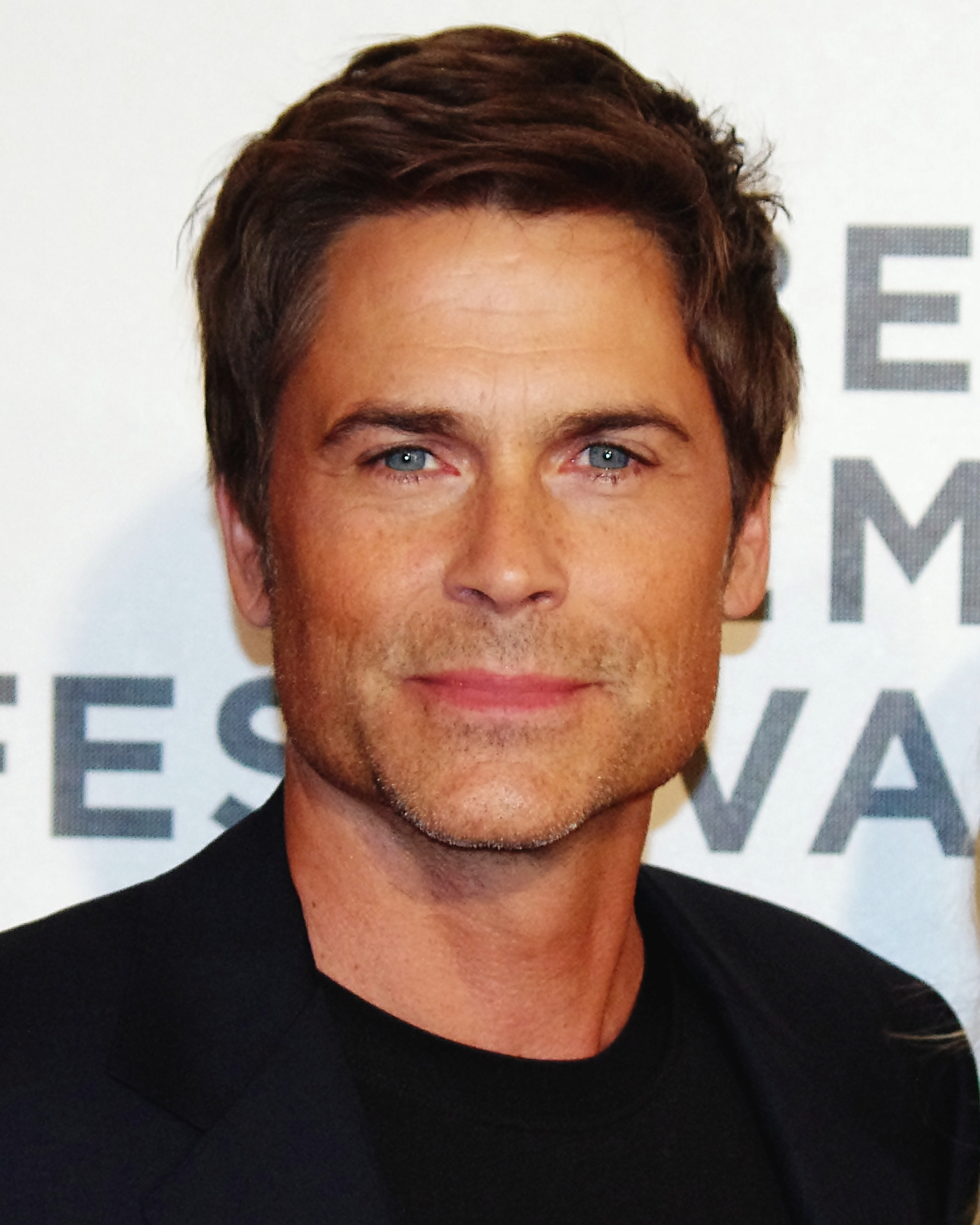
Rob Lowe

Un vídeo sexual de celebritats és normalment un enregistrament en vídeo de pornografia amateur en què hi participen una o més persones famoses que, intencionadament o no, s'ha fet disponible públicament. Aquests vídeos sovint s'han publicat sense el consentiment dels seus participants i han danyat la carrera de celebritats. L'any 1988, per exemple, una cinta sexual va causar danys importants a la carrera de Rob Lowe.

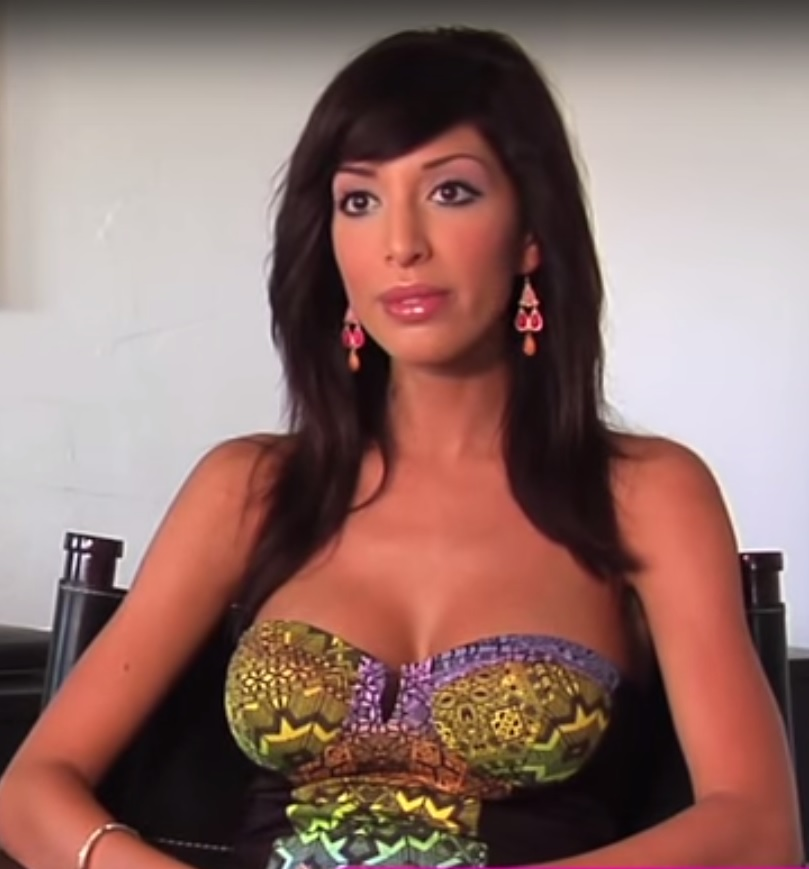
Farrah Abraham

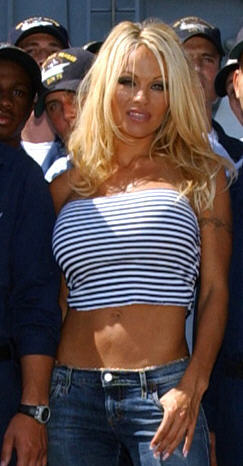
Pamela Anderson

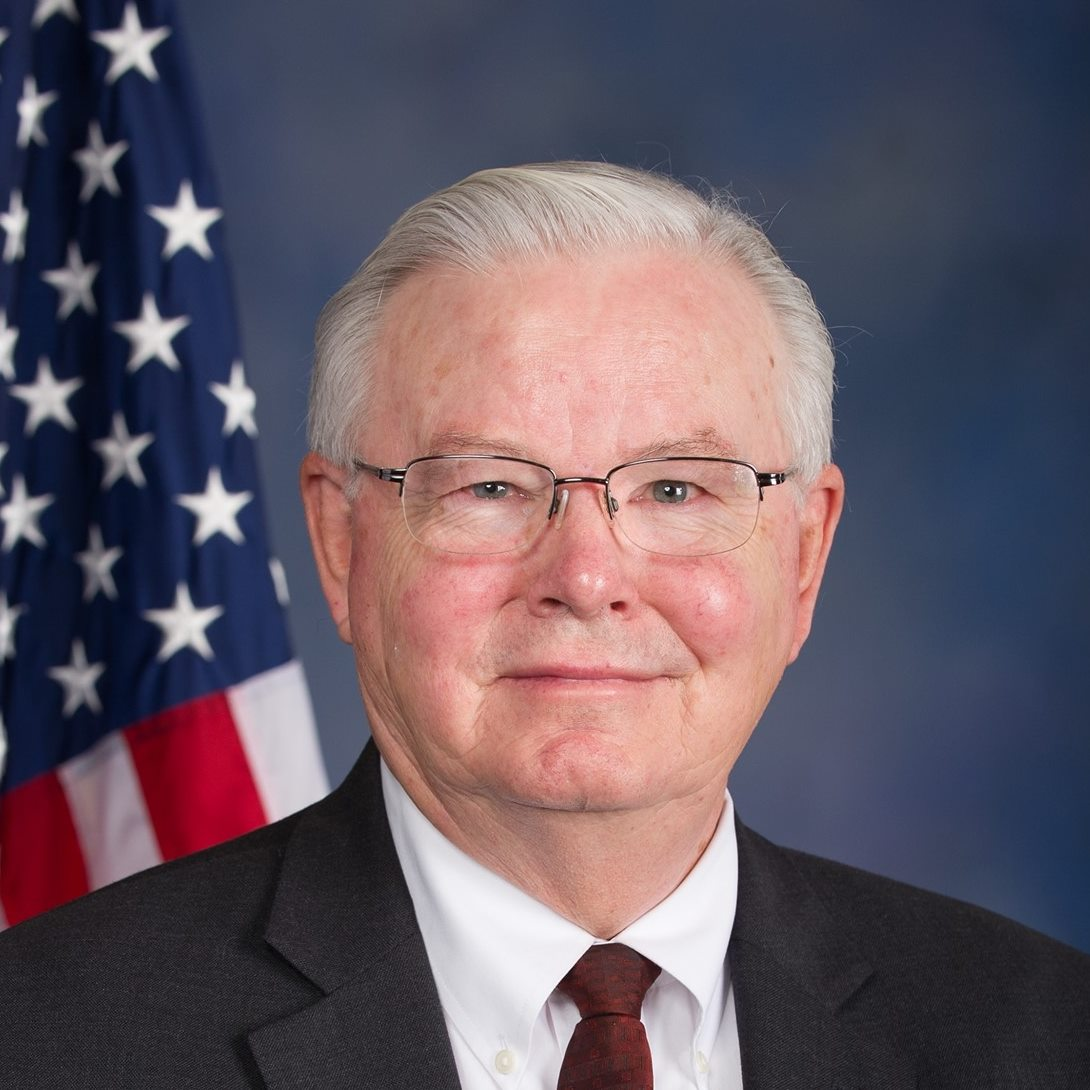
Joe Barton

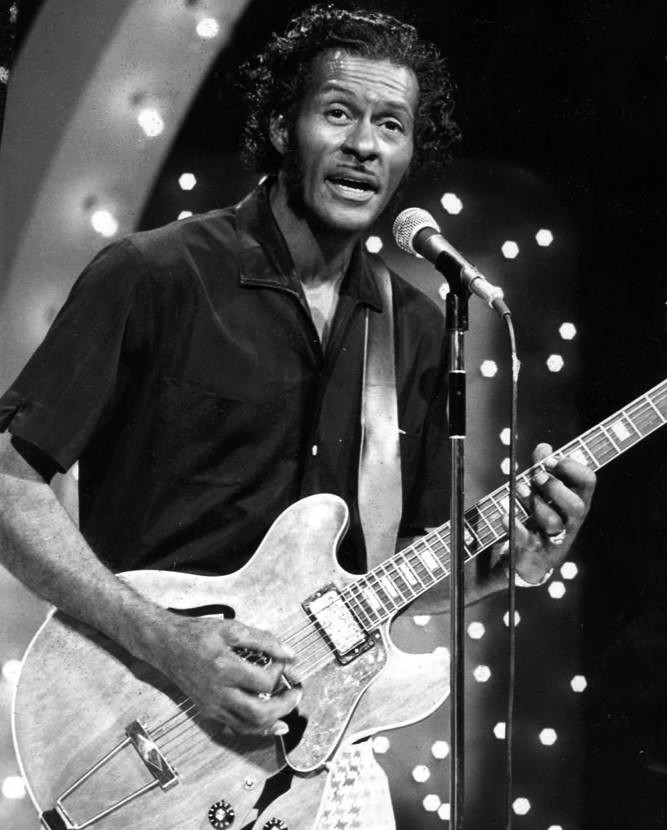
Chuck Berry

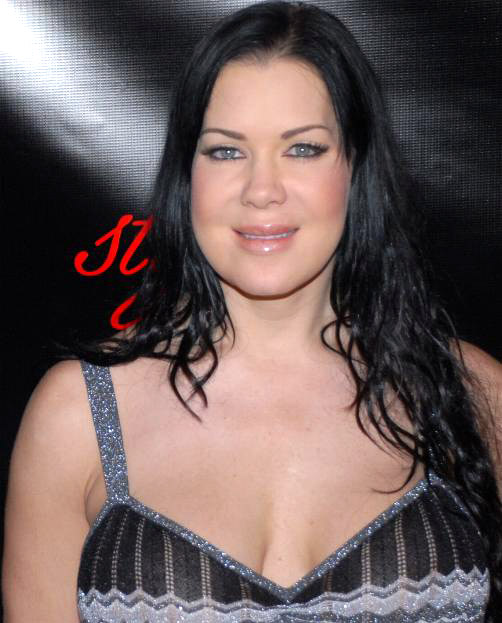
Chyna

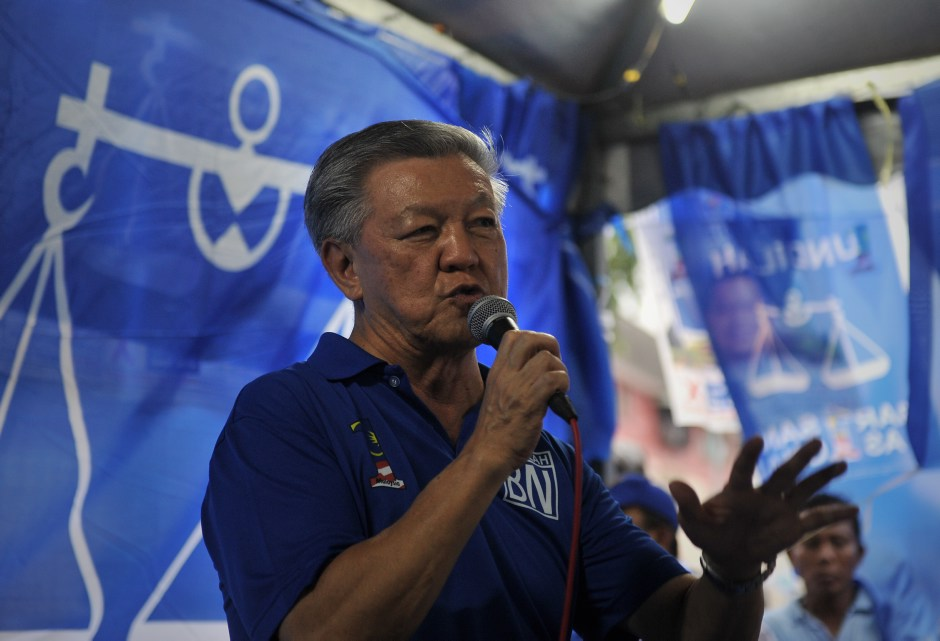
Chua Soi Lek

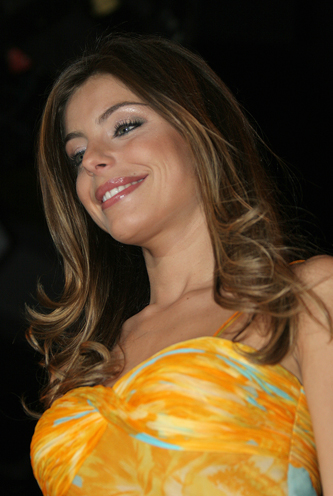
Daniella Cicarelli

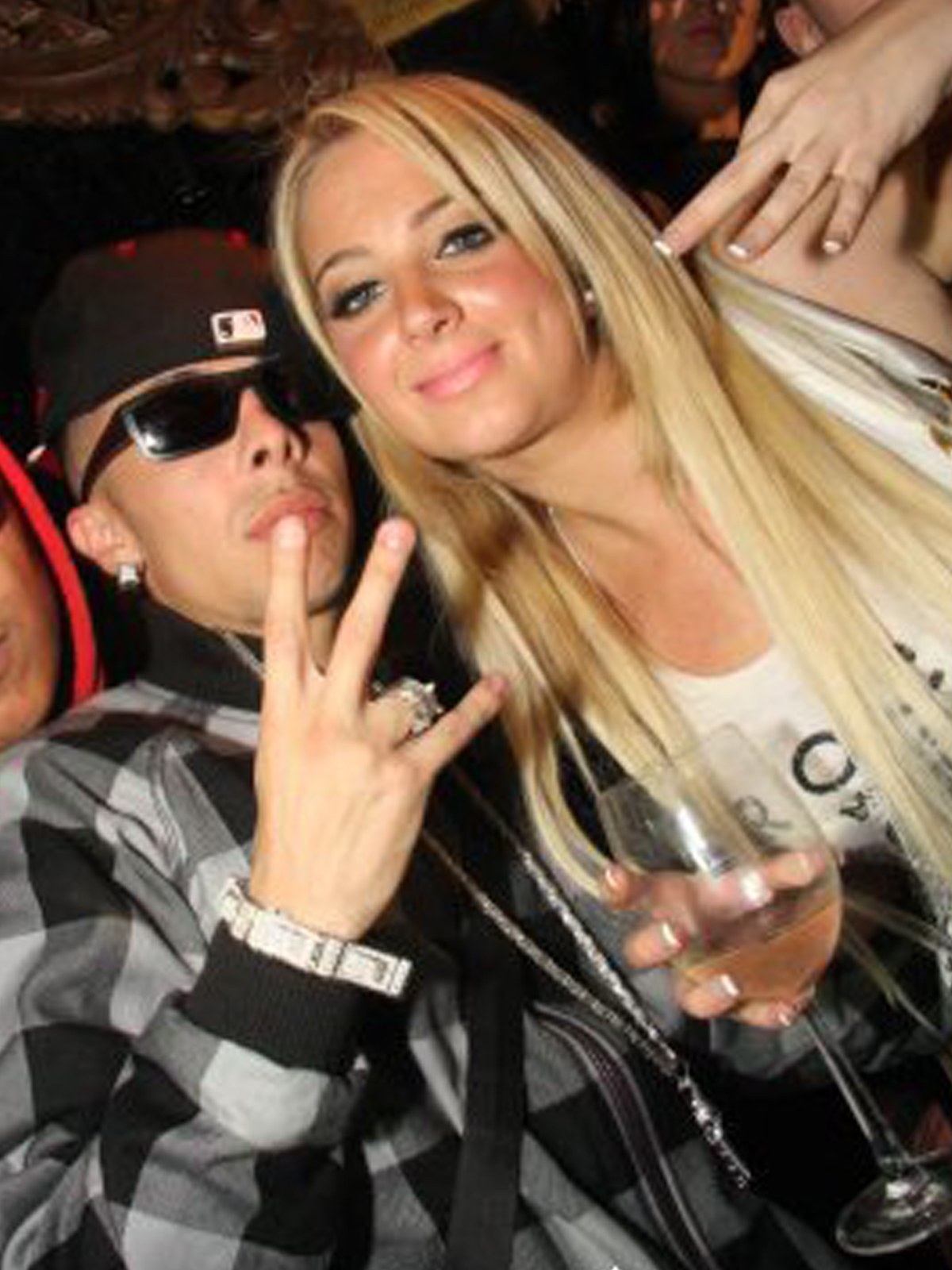
Tulisa

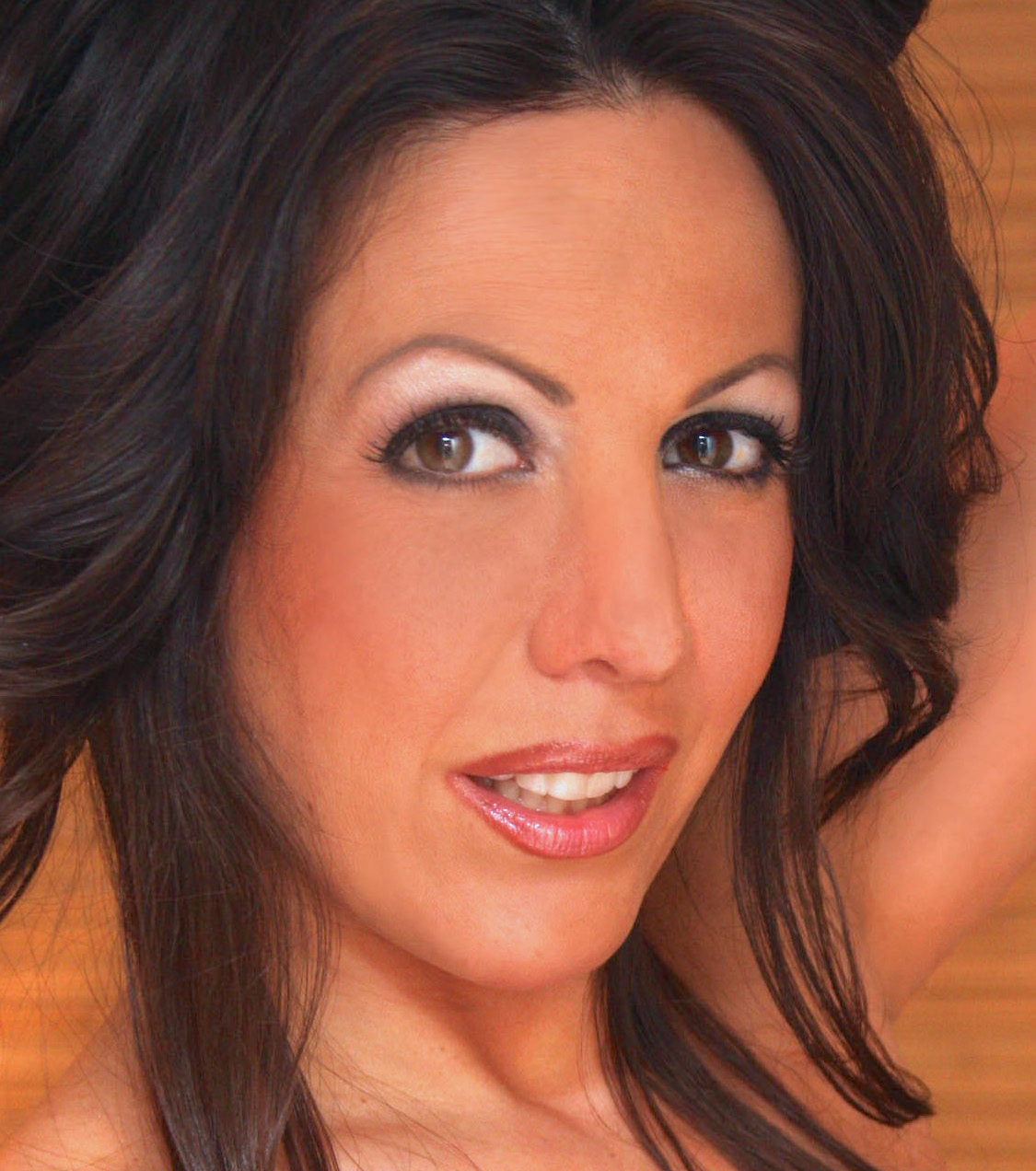
Amy Fisher

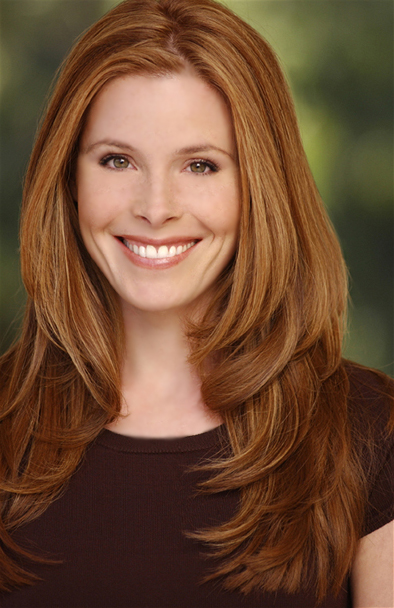
Tami Erin

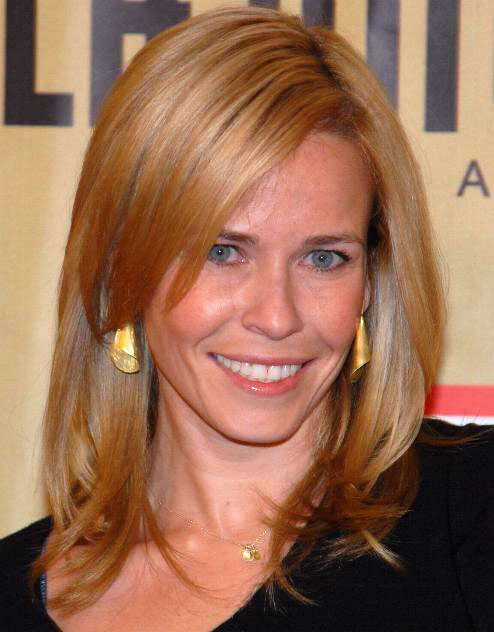
Chelsea Handler

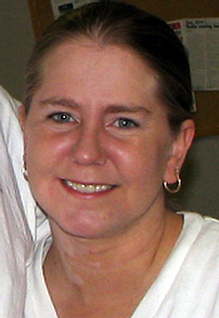
Tonya Harding

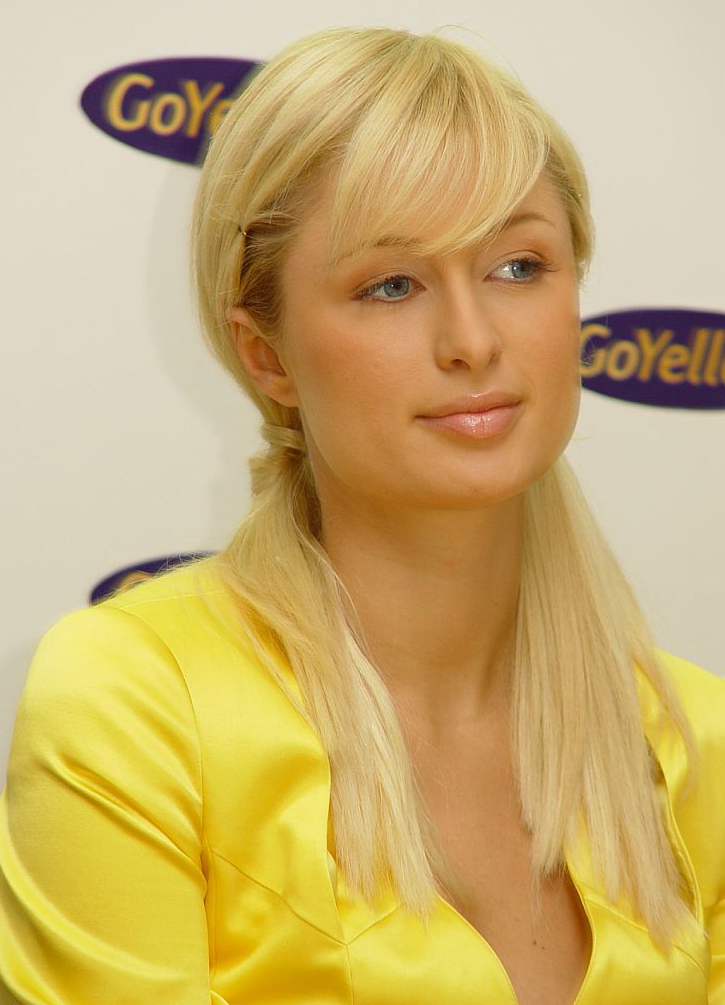
Paris Hilton

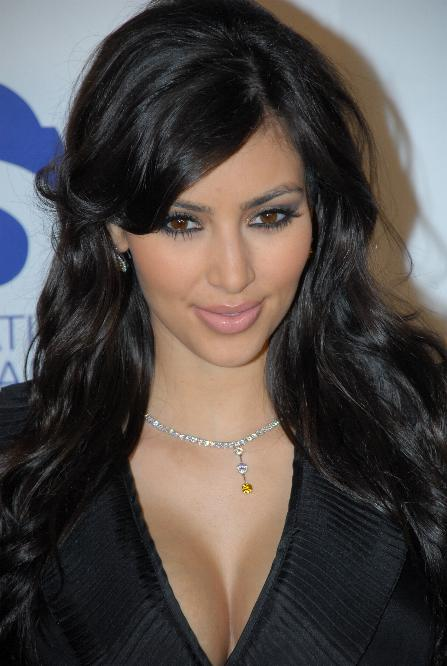
Kim Kardashian

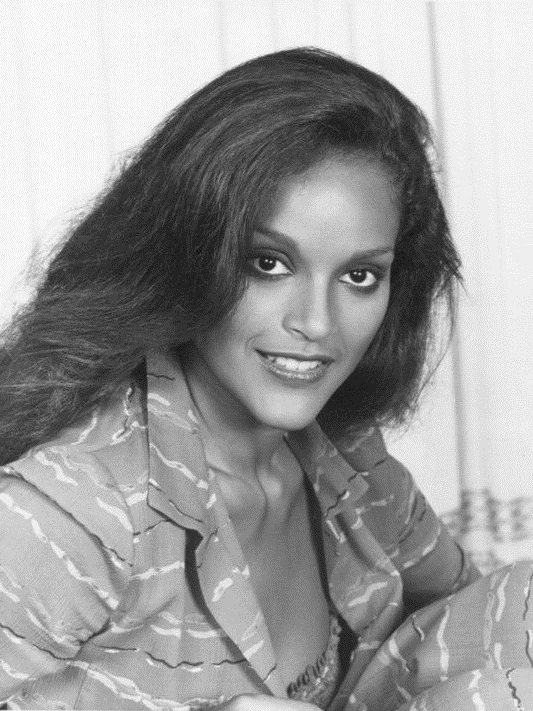
Jayne Kennedy

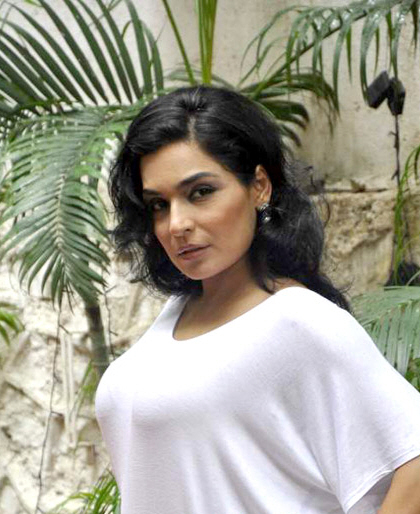
Meera

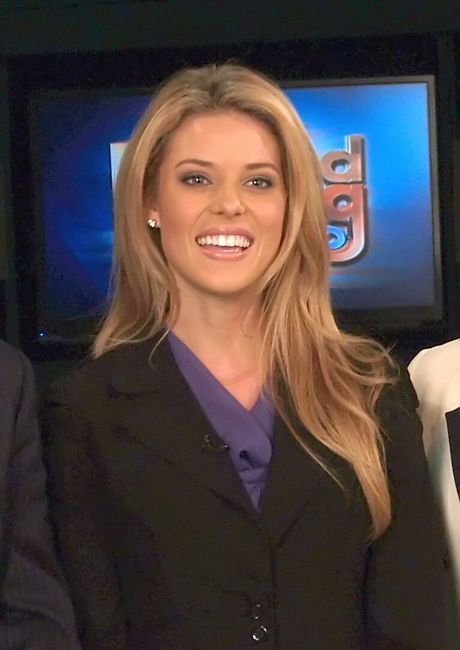
Carrie Prejean

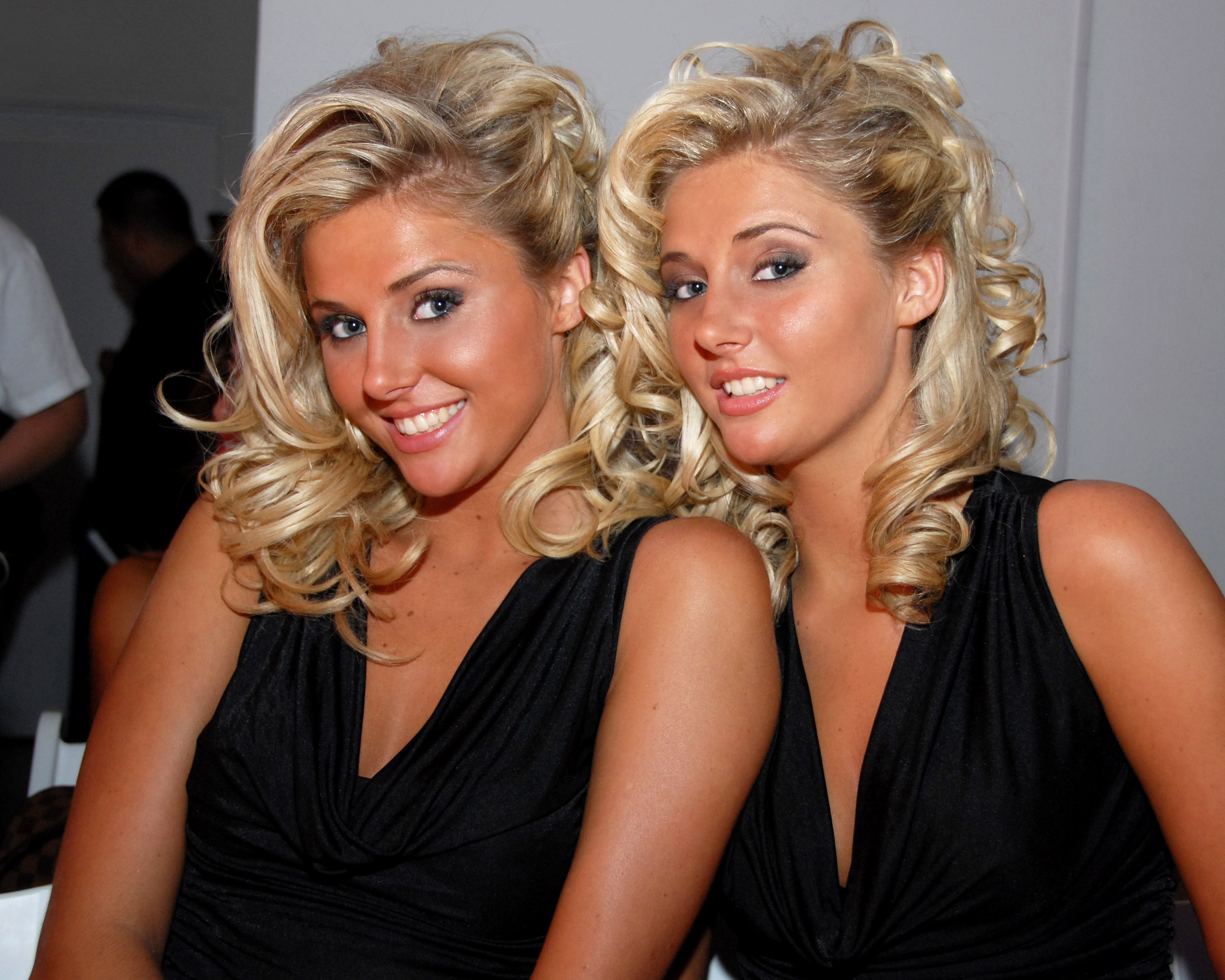
Karissa i Kristina_Shannon

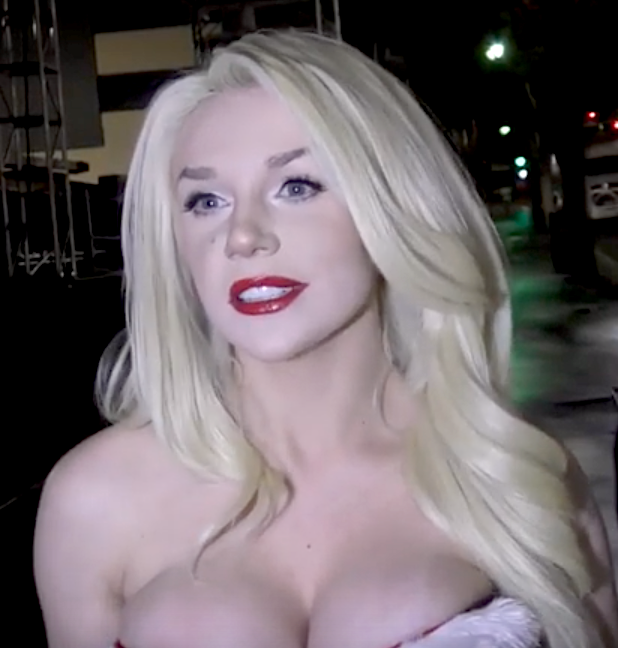
Courtney Stodden

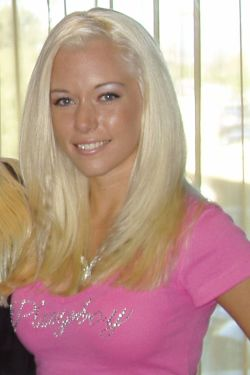
Kendra Wilkinson

L'aparició de vídeos sexuals s'ha tornat tan habitual que alguns s'han "filtrat" com a eina de màrqueting per avançar o establir una carrera mediàtica. Una celebritat pot lluitar contra el seu llançament als tribunals per mantenir la negació mentre encara gaudeix els beneficis de la carrera. Alternativament, una celebritat pot prendre el camí de llançar obertament la cinta i beneficiar-se directament dels drets d'autor, així com indirectament de la publicitat. Joe Levy, editor executiu de Rolling Stone, especula que l'acceptació pública actual de les celebritats amb vídeos sexuals es deu a la fàcil disponibilitat de pornografia, així com a les parelles que fan més habitualment les seves pròpies gravacions a la prevalença de les càmeres de vídeo.

## Vídeos sexuals famosos de celebritats
La següent és una llista alfabètica per cognoms de les persones que se sap que tenen els seus actes sexuals registrats i distribuïts:
- A
- B
- C
- D
- E
- F
- G
- H
- I
- J
- K
- L
- M
- N
- O
- P
- Q
- R
- S
- T
- U
- V
- W
- X
- Y
- Z

### A
- Farrah Abraham, l'antiga estrella de Teen Mom, va tenir una pel·lícula pornogràfica estrenada per Vivid Entertainment el maig de 2013 que es va comercialitzar com a cinta sexual.[2] El vídeo la mostrava mantenint relacions sexuals amb l'estrella porno James Deen i el va vendre legalment a Vivid per 1,5 milions de dòlars. Abraham va defensar la seva decisió de fer el vídeo afirmant que volia "celebrar [el seu] cos increïble".[3]
- Pamela Anderson ha aparegut en dos vídeos sexuals diferents.
  - Pamela Anderson i el seu llavors marit Tommy Lee van tenir diversos interludis de la seva lluna de mel penjats en línia per Seth Warshavsky de l'Internet Entertainment Group el 1998 com un dels primers vídeos sexuals de celebritat d'internet.[1]
  - Pamela Anderson i Bret Michaels (cantant de la banda Poison) van publicar una cinta sexual com a DVD el 7 de setembre de 2005. El metratge ha estat circulant per internet des de fa molts anys.[4]

### B
- Joe Barton, un congressista nord-americà de Texas, va cridar l'atenció nacional quan van aparèixer en línia les fotos d'ell nu i el vídeo que s'havia fet masturbant-se en línia el 2017.[5][6]
- Chuck Berry, músic nord-americà que va gravar vídeos d'ell mateix orinant i involucrant-se en coprofília amb dones.[7][8][9]

### C
- Chyna – L'antiga lluitadora professional Joanie Laurer va fer el seu debut al cinema per a adults amb el vídeo de 2004 1 Night in China. Laurer i Sean Waltman es van apropar a Red Light District Video per distribuir el vídeo casolà. Després va aparèixer al seu segon vídeo titulat Another Night in China el 2009. El 2011, Chyna va protagonitzar la seva primera pel·lícula pornogràfica professional per a Vivid Video titulada Backdoor to Chyna.[10] També ella va protagonitzar Vivid com a She-Hulk a la seva paròdia de The Avengers, estrenada el maig de 2012.[11] L'abril de 2013 es va llançar al vídeo un spin-off centrat en el personatge de She-Hulk titulada She-Hulk XXX.[12][13]
- Chu Mei-feng té un CD de vídeo de 47 minuts gravat en secret amb una càmera estenopeica, publicat per una revista local de paparazzi el desembre de 2001. El vídeo mostrava a Chu mantenint relacions sexuals amb Tseng Chung-ming, que més tard es va confirmar com a home casat. Malgrat l'esforç immediat de les autoritats locals per treure del mercat totes les revistes en qüestió, el vídeo es va estendre ràpidament per Internet. El gener de 2002, el motor de cerca Lycos va informar que el seu nom es trobava entre els termes més cercats.[14]
- Chua Soi Lek, mentre exercia com a ministre de Salut de Malàisia, va ser gravat en vídeo en secret tenint relacions sexuals.[15] Els dos DVD resultants es van distribuir lliurement i de manera anònima a diverses cases de Batu Pahat. El 2 de gener de 2008, Chua va anunciar la seva dimissió, tot i que va dir el dia abans que no ho faria.[15]
- Daniella Cicarelli és una antiga presentadora de programes de televisió brasilera de MTV Brasil i model de moda. El seu vídeo sexual es va emetre al programa de televisió Dolce Vita del canal espanyol Telecinco. Va revelar que Cicarelli a una platja d'Espanya acariciava el seu xicot, l'empleat de Merrill Lynch Renato "Tato" Malzoni, i després tenia sexe amb ell a l'aigua.[16]
- Tulisa Contostavlos és una cantant i actriu britànica i durant el seu temps al programa de talents The X Factor, en el qual era jutge, es va mostrar una cinta que la mostrava practicant sexe oral al seu exnòvio, el raper Justin Edwards, també conegut com MC Ultra. També va aconseguir que els seus advocats el traguessin d'Internet i va publicar un vídeo de YouTube per donar a conèixer al públic "la seva versió de la història".[17]

### D
- Fred Durst, el líder de la banda Limp Bizkit, va tenir un vídeo d'ell i d'una dona desconeguda mantenint relacions sexuals filtrat a Internet per un reparador que havia estat reparant el seu ordinador.[18] He later sued the website Gawker and nine others for $70 million for publishing it.[19]

### E
- Tami Erin, antiga estrella infantil de The New Adventures of Pippi Longstocking de 1988, va vendre una cinta sexual d'ella i d'un exnòvio el 2013, després de determinar no podria evitar el seu llançament.[20]

### F
- Amy Fisher, també coneguda com la "Long Island Lolita", es va fer famosa pel fet de disparar i ferir greument a la dona del seu antic amant, mentre Fisher era una adolescent. Ha comercialitzat una cinta sexual amb el seu marit.[21]

### H
- Katrina Halili va ser un dels tres principals associats a l'anomenada polèmica "Hayden Camera", on el maig de 2009 es van filtrar vídeos que revelaven trobades sexuals entre Halili i el Dr. Hayden Kho, i que es van distribuir per Internet sense el seu consentiment.[22]
- Tonya Harding i el seu llavors marit Jeff Gillooly tenien una cinta sexual que va ser copiada i comercialitzada exclusivament per Penthouse. La parella va decidir llançar-la legítimament pel seu compte. Va ser venut comercialment per Penthouse Home Video com a cinta "Wedding Night", tot i que el vestit de núvia era en realitat un vestit de Halloween.[4] Més tard es va filtrar al internet.
- Chelsea Handler té un vídeo que es va publicar que alternava entre Handler fent una comèdia standup i mantenint sexe amb un home.[23]
- Keeley Hazell, una model glamour britànica va tenir un vídeo sexual fet amb el seu exnòvio Lloyd Miller i publicat a Internet a principis de gener de 2007.[24]
- Paris Hilton i el seu aleshores xicot Rick Salomon es van gravar fent sexe a l'habitació d'un hotel, rodats en visió nocturna. Hilton va intentar inicialment aturar la publicació de la cinta i va amenaçar amb presentar una demanda, però ara rep beneficis de la distribució del vídeo.[1] Aquest metratge, juntament amb metratge addicional a tot color, va ser llançat comercialment amb el títol 1 Night in Paris.[4]
- L'estrella de televisió vietnamita Hoàng Thùy Linh va perdre la feina en una sèrie de televisió després que es publiqués a internet un vídeo de la jove de 19 anys mantenint relacions sexuals amb el seu xicot.[25]
- Hulk Hogan, lluitador professional i l'ex dona del presentador de ràdio Bubba the Love Sponge, Heather Clem Cole es va veure en un vídeo granulós que va aparèixer a principis del 2012.[26] Hogan va demandar Gawker per 100 milions de dòlars per difamació, pèrdua de privadesa i dolor emocional a causa de la publicació de la cinta.[27] Va guanyar la demanda i el 18 de març de 2016 se li van atorgar 115 milions de dòlars.[28][29] El 10 de juny de 2016 Gawker va anunciar que es declarava en fallida com a resultat directe de la sentència monetària contra l'empresa.[30]

### I
- Nazril Irham, una estrella del pop d'Indonèsia coneguda com "Ariel" va ser condemnada a tres anys i mig de presó el gener de 2011 per haver aparegut en dos vídeos sexuals circulant per Internet.[31] La presentadora de televisió Luna Maya i la estrella de telenovel·la Cut Tari inicialment van negar ser les dones dels vídeos.[32] Els vídeos van provocar un gran nombre de crítiques per part dels musulmans conservadors.[32] En virtut d'una controvertida llei antipornografia que va entrar en vigor a Indonèsia el 2008,[32] els acusats podien afrontar fins a dotze anys de presó, fins i tot si el tribunal determina que mai van voler filtrar els vídeos al públic.[33] El vídeo hauria tingut com a resultat el seu processament en virtut d'una llei que prohibeix l'adulteri,[34] perquè Cut Tari estava casada quan el vídeo es va fer l'any 2006.[35]

### K
- Kim Kardashian va fer un vídeo sexual amb el seu llavors xicot Ray J el 2003. El vídeo, anomenat Kim Kardashian, Superstar, es va filtrar a 2007. Va amenaçar amb emprendre accions legals per bloquejar la seva distribució prevista per Vivid Video. El seu vídeo sexual va reforçar la seva carrera quan E! va convertir-la a ella i a la seva família en el focus d'un reality show de televisió Keeping Up with the Kardashians.[36]
- Jayne Kennedy, una antiga presentadora esportiva i actriu de blaxploitation, li van robar un vídeo sexual i el van publicar monstrant-la amb l'antic marit Leon Isaac Kennedy.[4]

### L
- John Leslie, antic presentador dels programes de televisió britànics Blue Peter i This Morning, va fer un vídeo casolà d'ell mateix rebent sexe oral de la seva núvia infermera Abi Titmuss l'any 2000. També va filmar Titmuss fent i rebent sexe oral amb una altra dona.[37]
- Nikko London i Mimi Faust del reality show de VH1 Love & Hip Hop: Atlanta tenirn un vídeo sexual, que es va filtrar l'abril de 2014.[38]
- Rob Lowe es va enfrontar a la controvèrsia a la dècada de 1980 quan es va gravar mantenint relacions sexuals amb dues dones joves que va conèixer en un club nocturn d'Atlanta.[39] Després de publicar el vídeo, la carrera de Lowe es va recuperar, amb l'actor parodiant les cintes durant una aparició a Saturday Night Live.[1]

### M
- Una cinta de vídeo pornogràfica de Mindy McCready i un ex-xicot anomenat "Peter"[40] va sortir a la venda per Vivid Entertainment el 19 d'abril de 2010.[41] McCready va afirmar que el vídeo va ser robat de casa seva tres anys abans.[42]
- L'ex marit de Carolyn Murphy, Jake Schroeder presumptament va intentar vendre una cinta on apareixien ells mantenint relacions sexuals durant la seva lluna de mel el 1999 mentre es trobaven a Barbados.[43] El gener de 2006, Schroeder va ser arrestat i acusat d'extorsió per intentar vendre el vídeo.[44] El vídeo es va filtrar a Internet a Abril de 2006.[45]
- Un vídeo sexual de Meera, una actriu de cinema pakistanesa, es va publicar a Internet el 2014. En un vídeo es va mostrar a Meera mantenint relacions sexuals amb el seu marit, el capità Naveed.[46]

### N
- Nicole Narain i Colin Farrell tenen un vídeo sexual de 13 minuts, gravat el 2003.[1] Farrell va confirmar l'existència de la cinta i va obtenir una ordre judicial que bloquejava la seva distribució, però, tanmateix, les còpies de la cinta van aparèixer a Internet el gener de 2006.[1]
- Vince Neil va fer un vídeo sexual l'any 1993 amb l'estrella porno Janine Lindemulder i l'actriu i antiga Penthouse Pet Brandy Ledford (que estava enfosquit en mosaic) que es va filtrar i finalment va ser llançat per la mateixa empresa que va distribuir el llavors infame vídeo sexual fet per Pamela Anderson i Tommy Lee.[47][48]
- Noelia. El juny de 2007, un vídeo sexual de la cantant porto-riquenya Noelia i el seu antic xicot va començar a circular per Internet.[49]
- Thien Thanh Thi Nguyen, més coneguda com a Tila Tequila. Ja l'any 2010 es rumorejava que existien dos vídeos sexuals de Tequila.[50] El 2011 Vivid Entertainment va publicar un vídeo de Tequila participant en actes sexuals amb les actrius pornogràfiques Kristina Rose i Charlie Laine.[51] Tequila va declarar que el vídeo es va fer per a ús personal i no va consentir el seu llançament.[52] El desembre de 2013, un altre sexe -tape es va anunciar, aquesta vegada de Tequila i "un exnòvio".[53] Va ser llançat com a descàrrega de Vivid Video a mitjans de gener de 2014.[54]

### P
- Carrie Prejean, model i autora nord-americana, li van robar un vídeo sexual i el van publicar mostrant-la sola.[4]

### S
- Karissa Shannon, Playboy Playmate i model glamurosa, va atreure certa publicitat en confirmar el 2010 que havia estat involucrada en vídeos sexuals amb Spencer Pratt i Heidi Montag.[55][56] Un vídeo sexual d'ella i el seu xicot l'actor Sam Jones III fou publicat en DVD per Vivid Entertainment l'octubre de 2010 com a Karissa Shannon Superstar.[57]
- Gene Simmons. El 2008, va aparèixer un vídeo a Internet que pretenia ser Simmons participant en una activitat sexual amb una dona sense nom.[58] Simmons va declarar més tard que el vídeo s'havia gravat sense el seu consentiment ni coneixement i que el seu equip legal buscava opcions legals, inclosa la infracció dels drets d'autor.[59]
- Scott Stapp, cantant principal del grup guanyador del Grammy Creed, va aconseguir molta notorietat el 2006 per una cinta sexual de 1999 amb Stapp i un altre company músic Kid Rock rebent sexe oral de groupies en un autobús de gira.[60] Tot i que s'havien publicat moltes visualitzacions prèvies en línia del vídeo en aquell moment, l'emissió de la cinta sencera es va bloquejar després d'una demanda de Kid Rock per bloquejar la publicació del vídeo sexual. Aquestes previsualitzacions presentaven notòriament un videoclip de Stapp pronunciant la frase "És bo ser rei", un fet verificat pel mateix Stapp.[61][62][63]
- Courtney Stodden, concursant d'un reality show, va generar controvèrsia per un vídeo sexual on es mostrava fent sexe oral amb el seu marit Doug Hutchison, així com un altre vídeo en solitari. El vídeo es va publicar a través de Vivid Entertainment. Segons Vivid, és el més reeixit "vídeo d'autoplaer", amb 1,2 milions de dòlars obtinguts després de 24 hores.[64] Stodden ha declarat que té la intenció de donar el seu pagament d'un milió de dòlars a una organització benèfica.[65]

### T
- Verne Troyer: el 25 de juny de 2008, es va filtrar un vídeo domèstic privat de Troyer i la seva antiga núvia, Ranae Shrider, mantenint relacions sexuals. El vídeo, filmat el 2008 a Beverly Hills (Califòrnia), i la ciutat natal de Shrider, Fort Cobb (Oklahoma),[66] va ser filtrat al públic per Shrider i TMZ.[67] Kevin Blatt, l'home responsable de l'acceptació de l'acord per a la cinta sexual de Paris Hilton el 2003, va intentar vendre el vídeo. Troyer, a través del seu advocat, Ed McPherson, va demandar TMZ, Blatt i l'empresa de lloguer en línia SugarDVD, per invasió de la privadesa i infracció dels drets d'autor.

### V
- Severina Vučković: l'any 2004, la cantant croata es va veure involucrada en un escàndol sexual denunciat internacionalment després que es filtrés a internet un vídeo on apareixia ella i l'empresari croata bosnià Milan Lučić, del que en va informar el tabloide en línia croat Index.hr. Vučković s'havia oposat anteriorment al sexe prematrimonial en les seves aparicions públiques i afirmava que era catòlica romana.[68] Vučković va demandar el lloc web que va publicar la cinta per danys i perjudicis, al·legant que li van robar el vídeo i que era la seva propietat "intel·lectual",[69][70] però la seva demanda va ser desestimada més tard per un tribunal de districte de Zagreb el juliol de 2004.[71][72]

### W
- Kendra Wilkinson, de The Girls Next Door de Playboy, va tenir un vídeo sexual no autoritzat publicada per Vivid el maig de 2010.[73] Va intentar bloquejar l'estrena de la pel·lícula, però aviat va arribar a Internet. El vídeo es va gravar l'any 2003 quan ella tenia 18 anys i abans de tenir un implant de mama.[74]